# Anaia (Kleinasien)
Koordinaten: 37° 47′ 29″ N, 27° 16′ 13″ O
Anaia (altgriechisch Ἀναία) war eine antike Stadt in Ionien, heute Kadıkalesi, etwa acht Kilometer von der türkischen Küstenstadt Kuşadası entfernt.

## Geschichte
Benannt ist sie angeblich nach der Amazone Anaia, deren Grab in der Stadt gezeigt wurde.
Der Siedlungsplatz war seit der Bronzezeit bewohnt.
Die Stadt lag der Insel Samos gegenüber und gehörte in klassischer und hellenistischer Zeit zu dessen Peraia. Während des Peloponnesischen Krieges flüchteten sich die aus Samos Verbannten hierhin.
In der Spätantike war der Ort Bischofssitz, darauf geht das römisch-katholische Titularbistum Anaea zurück.